# 与那国中継局
与那国中継局（よなぐにちゅうけいきょく）は沖縄県八重山郡与那国町（与那国島）に置かれているラジオ・テレビの中継局。ラジオ・テレビともに日本最西端の放送中継局である。

## 放送区域
この中継局の電波法に定める放送区域（デジタル：1mV/m）は沖縄県八重山郡与那国町の一部、318世帯である。与那国島の西部をエリアとする。
ラジオに関してはここが島唯一の中継局であり、与那国島全域をエリアとしている。

### 放送波の送受信
- テレビ・ラジオとも、祖納中継局から受信される。さらにテレビは、当中継局から内道中継局へ伝送している。

## 歴史
- 1967年12月22日 - 沖縄放送協会（OHK、現在のNHK沖縄放送局）が、沖縄本島に先駆けて、宮古・八重山地区でテレビ放送を開始、八重山テレビジョン放送局（KSGA-TV）の中継局として開局（US12ch・映像10W）。
- 1972年5月15日 - 本土復帰により、OHKはNHK沖縄放送局となり、OHK八重山テレビジョン放送局（KSGA）からNHK宮古総合テレビジョン（JOVQ-TV）の中継局となる（チャンネルはUS12chのまま）。
- 1975年 - 沖縄本島 - 宮古島間に海底ケーブルが暫定開通し、NHKニュースなどNHKの一部番組が、全国・沖縄本島と同時放送となる（ただしモノクロ）。
- 1976年12月22日 - 沖縄本島との海底ケーブルが開通。これによりNHKのテレビ放送が全国・沖縄本島と同時放送となる。総合テレビの中継局は、宮古島から宮古総合テレビ（JOVQ-TV）から、那覇本局からの沖縄総合テレビジョン（JOAP-TV）へと変わり、チャンネルもアメリカ式のUS12chから日本式の10chへ変更された。そして新たに教育テレビとFM放送が開始された（教育テレビ 12ch・映像10W、FM 85.8MHz・10W）。
- 1993年12月16日 - 沖縄県内民放テレビ2局・琉球放送（RBC）と沖縄テレビ（OTV）が、開局30年以上経過してようやく先島での放送が開始。与那国中継局開局（RBC 41ch・OTV 43ch、映像出力はいずれも10W）。
- 1998年12月24日 - NHKテレビ放送波の伝送方法改善により、同局テレビのチャンネルがVHFからUHFに変更される（総合 37ch、教育 39ch。映像出力は10Wのまま）[2]。
- 2003年10月24日 - NHKラジオ第1放送と第2放送が、中波混信（難聴）解消のため、中継局をFM波で開局（第1 83.5MHz・第2 80.3MHz、出力はいずれも10W）。
- 2004年4月1日 - 琉球放送（RBCiラジオ）とラジオ沖縄（ROK）の沖縄県内民放AMラジオ2局が、中波混信（難聴）解消のため、FMによる中継局を開局（RBCi 83.9MHz・ROK 81.5MHz、出力はいずれも10W）。
- 2009年
  - 4月20日 - NHKが地上デジタルテレビジョン放送開始（与那国中継局）[3]。
  - 10月21日 - 沖縄県内民放テレビ3局・琉球放送（RBC）、沖縄テレビ（OTV）、琉球朝日放送（QAB）が、地上デジタルテレビジョン放送開始（与那国中継局）[1]。QABは、開局14年にしてようやく地上デジタル放送と同時に放送が開始。
- 2011年7月24日 - 地上アナログテレビジョン放送終了・廃止。

## 施設
中継局は与那国島の西部に位置する標高195mの久部良岳山頂に存在する。

## 送信施設

### 地上デジタルテレビジョン放送
| ID                                                      | 放送局名           | 物理 チャンネル | 空中線 電力 | ERP  | 放送対象地域 | 放送区域 内世帯数 |
| ------------------------------------------------------- | ------------------ | --------------- | ----------- | ---- | ------------ | ----------------- |
| 1                                                       | NHK 沖縄総合       | 36              | 1W          | 6.3W | 沖縄県       | 318世帯           |
| 2                                                       | NHK 沖縄教育       | 45              | 1W          | 6.3W | 全国         | 318世帯           |
| 3                                                       | RBC 琉球放送       | ※17             | 1W          | 5.5W | 沖縄県       | 318世帯           |
| 5                                                       | QAB 琉球朝日放送   | 47              | 1W          | 5.5W | 沖縄県       | 318世帯           |
| 8                                                       | OTV 沖縄テレビ放送 | 35              | 1W          | 5.5W | 沖縄県       | 318世帯           |
| ※全局局名は与那国局 ※中継局であるためコールサインはなし |                    |                 |             |      |              |                   |

- アナログ放送は未設置のQABはデジタル放送開始と同時に設置された。
- ※RBCは2011年3月6日に29chから17chに送信周波数が変更された。これは与那国町比川地区の一部世帯で台湾からのテレビ電波（同一周波数に近いアナログ放送またはDVB-T方式の地上デジタル放送のどちらか）の混信で受信障害が発生したためである。参考リンク (PDF)  - 総務省沖縄総合事務所ホームページ（2011年2月15日プレスリリース）

### 地上アナログテレビジョン放送送信設備
| チャンネル                                              | 放送局名           | 空中線 電力       | ERP                | 放送対象地域 | 放送区域 内世帯数 |
| ------------------------------------------------------- | ------------------ | ----------------- | ------------------ | ------------ | ----------------- |
| 37                                                      | NHK 沖縄総合       | 映像10W/ 音声2.5W | 映像59W/ 音声14.5W | 沖縄県       | 約300世帯         |
| 39                                                      | NHK 沖縄教育       | 映像10W/ 音声2.5W | 映像59W/ 音声14.5W | 全国         | 約300世帯         |
| 41                                                      | RBC 琉球放送       | 映像10W/ 音声2.5W | 映像59W/ 音声14.5W | 沖縄県       | 約300世帯         |
| 43                                                      | OTV 沖縄テレビ放送 | 映像10W/ 音声2.5W | 映像59W/ 音声14.5W | 沖縄県       | 約300世帯         |
| ※全局局名は与那国局 ※中継局であるためコールサインはなし |                    |                   |                    |              |                   |

- 2011年7月24日の停波を以って廃局となった。
- NHK沖縄総合は前身のOHKテレビ時代 - 復帰後のNHK宮古テレビ（JOVQ-TV）中継局時代にはUS12ch、沖縄本島・全国と同時放送となった1976年12月22日 - 1998年10月はJA10chで放送された。
- NHK沖縄教育は放送開始された1976年12月22日 - 1998年10月は12chで放送された。
- QABはデジタル放送のみ開局。

### FMラジオ放送送信設備
| 周波数 （MHz）  | 放送局名                    | 空中線 電力 | ERP | 放送対象地域 | 放送区域 内世帯数 |
| --------------- | --------------------------- | ----------- | --- | ------------ | ----------------- |
| 79.5            | ROK ラジオ沖縄              | 10W         | 39W | 沖縄県       | -                 |
| 80.3            | NHK 沖縄第2                 | 10W         | 32W | 全国         | -                 |
| 83.5            | NHK 沖縄第1                 | 10W         | 32W | 沖縄県       | -                 |
| 84.7            | RBC 琉球放送 （RBCiラジオ） | 10W         | 39W | 沖縄県       | -                 |
| 85.8            | NHK 沖縄FM                  | 10W         | 22W | 沖縄県       | -                 |
| ※局名は与那国局 |                             |             |     |              |                   |

- NHK沖縄FMを除くラジオ局は本来AMラジオ局であるが、夜間における外国との混信を避けるため、FMでの中継局となっている。
- 全国では東京都小笠原諸島の父島・母島両中継局（2013年3月31日開局）と共にNHKラジオ3波全てがFMで放送を行っている（それまでは全国で唯一当中継局のみだった）。
- エフエム沖縄は中継局がないため直接受信は困難（最も近い中継局は伊良部中継局）だが、radiko（県内無料コース）と、スマホ用アプリのWIZ RADIO（無料）、ドコデモFM、LISMO WAVE（いづれも有料会員制）で聴取することは可能。

#### 歴史
- 2003年
  - 7月28日 - NHK中波放送の中継局に予備免許交付。
  - 10月22日 - NHK中波放送の中継局に本免許交付。
  - 10月24日 - NHK中波放送の中継局が開局。
- 2004年
  - 1月1日 - 民放中波放送の中継局に予備免許交付。
  - 3月23日 - 民放中波放送の中継局に本免許交付。
  - 4月1日 - 民放中波放送の中継局が開局。

#### 関連リンク
- NHK中波ラジオ混信対策用放送局を予備免許 - 総務省沖縄総合通信事務所(平成15年度報道資料)
- NHK中波ラジオ混信対策用放送局に免許 - 総務省沖縄総合通信事務所(平成15年度報道資料)
- 琉球放送株式会社及び株式会社ラジオ沖縄の中波放送外国波混信対策用放送中継局に予備免許 - 総務省沖縄総合通信事務所(平成16年度報道資料)
- 琉球放送株式会社及び株式会社ラジオ沖縄の中波放送外国波混信対策用放送中継局が開局 - 総務省沖縄総合通信事務所(平成16年度報道資料)